# Els Torms
Els Torms è un comune spagnolo di 191 abitanti situato nella comunità autonoma della Catalogna.